# NGC 6596
NGC 6596 ist ein offener Sternhaufen (Typdefinition „III2m“) im Sternbild Schütze. Er wurde am 27. Juni 1786 von Wilhelm Herschel mit einem 18,7-Zoll-Spiegelteleskop entdeckt.